# Marguerite de Wendel
Marguerite de Wendel, également appelée Madame d'Hayange, née Marguerite d'Hausen le 20 octobre 1718 à Sarreguemines et morte le 4 janvier 1802 à Metz, est une maîtresse des forges.

## Biographie
Marguerite de Wendel est la fille de Jean-Alexandre d'Hausen, seigneur de Weidesheim et d'Elisabeth Schrembgen,. Elle est la sœur d'Anne-Elisabeth, mariée à François-Louis de Serre, conseiller du duc de Lorraine, l'ex-roi de Pologne Stanislas Leszczynski.
Le 10 mai 1739, elle se marie avec Jean Charles de Wendel, seigneur d'Hayange à Sarreguemines. Ils ont sept enfants dont cinq survivent.
Marguerite de Wendel remplace Jean Charles à la forge lorsque celui-ci doit s'absenter. À la mort de Jean Charles, le 4 septembre 1784, elle reprend le rôle de maitre de forges. C'est à ce moment qu'elle se fait connaître sous le nom de Madame d'Hayange. Elle est aussi surnommée dame du fer.

### Reprise de la seigneurie d'Hayange
La seigneurie d'Hayange lui est d'abord accordée à titre provisoire, avec un bail de 400 livres. Elle en obtient finalement la possession totale en 1785 à la suite de nombreuses négociations. Marguerite devient donc détentrice de la seigneurie ainsi que ce qui lui est rattaché. Sa deuxième préoccupation est d'ordre financier en renégociant les contrats avec les arsenaux royaux. En 1788, elle adresse un mémoire au ministre de la Guerre, le maréchal de Ségur, dans lequel elle demande une revalorisation et rappelle la contribution de ses forges dans l'approvisionnement des arsenaux royaux. À la suite de cela, elle obtient une hausse de 10 %.

### Révolution
Lors de la Révolution, ses fils et petit-fils émigrent en Angleterre. Marguerite de Wendel reste cependant en France pour diriger la forge. Elle continue de fournir la Marine française en armes (notamment des boulets et canons). Elle sera alors mal vue puisque la Lorraine s'est ralliée à la Révolution.
En 1793, les forges sont placées sous séquestre et Marguerite de Wendel fait l'objet d'une arrestation. Son petit-fils, Louis de Balthasar est une première fois arrêté pour avoir été anti-révolutionnaire et avoir collaboré avec les Austro-Prussiens. Il se réfugie à Hayange mais sera à nouveau arrêté en possession d'un portrait de Louis XVI. Il est guillotiné le 25 octobre 1793. Son fils, François Ignace de Wendel, est destitué de toutes ses fonctions et fuit la France avec ses trois fils, à la suite de l'exécution de son neveu. Marguerite de Wendel, alors âgée de soixante-treize ans, ne quitte pas la France et continue de travailler.